# Пневмоавтоматика
Пневмоавтома́тика — автоматика, использующая сжатый газ, чаще воздух, в качестве рабочей среды, а также техническая дисциплина, занимающаяся подобной автоматикой.

## История развития в России
Особенностью работы пневмоавтоматики является низкое, до 10 Гц, быстродействие. По этой причине её применение ограничено медленно текущими процессами. Однако сравнительная простота и надёжность обеспечивали её успешное применение в большом количестве систем управления технологическими процессами в химической, нефтеперерабатывающей промышленности, на нефте-, газо- и угледобывающих предприятиях.
Государственное значение совершенствования пневмоавтоматики в СССР иллюстрирует факт присуждения Ленинской премии 1964 года в области техники за создание и внедрение унифицированной системы элементов промышленной пневмоавтоматики (УСЭППА).
Развитие пневмоавтоматики, активно продолжавшееся до начала 1990-х годов, привело к созданию широкой гаммы устройств, выполняющих такие функции, как, например, сбор информации (датчики с пневматическим выходом, пневматические выключатели и др.), преобразование и хранение информации (пневматические регуляторы, оптимизаторы, вычислительные аналоговые устройства, релейные системы), представление информации (регистрирующие устройства, индикаторы), осуществление управляющего воздействия (пневматические исполнительные устройства).

## Текущее состояние

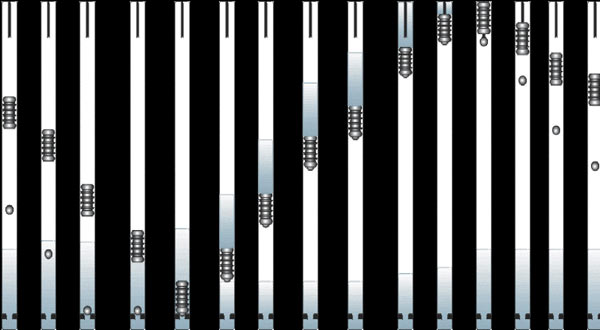
Стадии работы плунжерного лифта

В настоящее время, в связи с доступностью и, как следствие, широчайшей компьютеризацией любых процессов, использование пневмоавтоматики существенно сузилось. Стали экзотикой, перекочевав в политехнические музеи, устройства вроде пневматической вычислительной машины, хотя разработки всё ещё встречаются.
Пневмоавтоматика продолжает успешно использоваться на пожароопасных газодобывающих и газо-нефте перерабатывающих предприятиях. Особенно широкое распространение получили управляющие комплексы с комбинированным пневмо-электропитанием на нефтяных и газовых месторождениях в США, Канаде и др. Это обусловлено возможностями использования для привода исполнительных механизмов природного газа из скважин и газопроводов.
Теперь роль пневмоавтоматики преимущественно ограничивается исполнительными механизмами (фиксаторы, толкатели, клапаны, дроссели) и отдельными видами простейшей автоматики, подобной плунжерному лифту в газодобыче или железнодорожному стоп-крану.